# Alekséi Chírikov
Alekséi Ilich Chírikov (del ruso: Алексе́й Ильи́ч Чи́риков) (1703–noviembre de 1748) fue un navegante y capitán de la Armada rusa que cartografió alguna de las islas Aleutianas y que fue el segundo de Vitus Bering durante la conocida como «Gran Expedición del Norte» a Kamchatka y al océano Pacífico.

## Biografía
En 1721, Chírikov se graduó en la Academia Naval de San Petersburgo. En 1725-1730 y en 1733-1743, fue el segundo de Vitus Bering durante la primera y la segunda expedición a Kamchatka. El 15 de julio de 1741 Chírikov, al mando del barco San Pablo fue el primer europeo en llegar a la costa noroeste de América del Norte, y a partir de entonces descubrió parte de las islas Aleutianas. En 1742, Chírikov dirigió una partida de búsqueda del San Pedro, el barco de Bering. 
Durante ese viaje especificó la localización de la isla Attu. Chírikov tomó parte en la creación del mapa final de los descubrimientos rusos en el océano Pacífico (1746). 
Algunos cabos (en la isla Kyushu, en la isla Attu, en la bahía Anadyr y en la bahía Tauyskaya), así como una montaña submarina del Pacífico llevan su nombre.